# Solute carriers
Solute carriers (SLC) är en klassificering av cellulära membrantransportörer som idag består av 65 familjer med över 400 transportörer. 

## Nomenklatur
Transportörer som tillhör denna klassificering skrivs generellt på formeln SLCnXm, där n står för vilken familj som transportören tillhör (1-65), X står för vilken subfamilj (alltid en enkel bokstav, till exempel A), och m för den specifika familjemedlemmen. Till exempel SLC38A10, vilket är transportör 10 som tillhör subfamilj A inom 38-familjen.